# Diaptomus kiseri
Diaptomus kiseri är en kräftdjursart som beskrevs av Kincaid. Diaptomus kiseri ingår i släktet Diaptomus och familjen Diaptomidae. Inga underarter finns listade i Catalogue of Life.